# 鳥羽 (砲艦)
鳥羽（とば）は、日本海軍の砲艦。
艦名は名勝の名で、京都の南の郊外にあたる「鳥羽」による
三重県志摩半島にも鳥羽の地名があるが、前の建造河川砲艦が「伏見」であり鳥羽・伏見の戦いがあるよう、対として京都の地名から命名されたと思われる。

## 概要
日本海軍が初めて国内建造した河用砲艦になる。
同型艦はない。
「鳥羽」の前にイギリスで建造された砲艦「隅田」、「伏見」は長江の三峡の航行に問題があったため、機関出力が強化され速力15ノットとなっている。

## 艦型

### 機関
ボイラーは艦本式缶2基で川崎造船所で製造された。
蒸気圧力は計画で180 psi (13 kg/cm2)。
主機は直立2気筒2段レシプロ3基、佐世保海軍工廠で製造された。
直径は高圧筒14 in (360 mm)、低圧筒26 in (660 mm)、行程は14 in (360 mm)。
推進は3軸。
回転数は計画320 rpm、実際は351.5 rpm。
出力は計画1,400馬力、実際は1,522馬力を出した。

### 兵装
主砲は当初6ポンド砲2門を装備する計画だったが、1910年 (明治43年) 3月25日に短3インチ砲(四一式短3インチ砲)2門への変更が決定した。
短3インチ砲の方が威力が大きく、一等水雷艇では既に換装が決定、6ポンド砲は今後使用されなくなる予定だった。
重量は短3インチ砲の方が重かったが弾薬定数を300発から200発に減じて対応した。
機銃は麻式6.5mm機砲 4挺(銃座は6挺分)が装備された。

## 艦型の変遷

### 兵装の変遷
『戦史叢書 第31巻 海軍軍戦備1』の附表「艦艇要目等一覧表」に記載の兵装は以下の通り。
- 1920年時:四一式短8cm砲 2門、陸式機砲 1挺、麻式6.5mm機砲 6挺、探照灯 1基[1]
- 1923年時:1920年時と同じ[16]
- 1931年時:五年式短8cm高角砲 2門、留式機銃 2挺、三年式機銃 4挺、探照灯 1基[17]

1941年の開戦時は8cm単装高角砲2門、13mm連装機銃1基、7.7mm機銃2挺、三年式機銃4挺と推定される。

## 艦歴

### 計画
1910年 (明治43年) 1月の時点で艦艇補足費造船費で製造の「利根」と30号(後の「浦波」I)、31号(後の「磯波」I)、32号駆逐艦(後の「綾波」I)の明治42年度予算が399,138円余っていた。
この剰余金を用いて浅喫水砲艦1隻を佐世保海軍工廠で建造することが同年1月17日に提案され、2月2日に決裁した。

### 建造
同年(1910年)3月25日に佐世保鎮守府あてに(二百五十噸)浅喫水砲艦1隻を製造するよう訓令が出された。
船体・機関の製造予算は艦艇補足費造船費支弁の337,853円で明治44年(1911年)度に竣工するよう定められた。
同1910年6月28日に製造費は軍艦製造及建築費支弁に変更、
第二号甲鉄戦艦(後の「鹿島」)と第一号装甲巡洋艦(後の「鞍馬」)の明治43年度造船費予算からの剰余金692,647円から充当された。
また造兵費予算67,780円はこの2隻の43年度の造兵費から63,000円を流用して予算年度の前倒しを行った(2隻の造兵費予算は翌年度に同額を本艦の予算から戻す予定)。
浅喫水砲艦は佐世保海軍工廠で1911年 (明治44年) 7月7日起工した。
同年11月7日に「鳥羽」と命名され、
二等砲艦に類別、
同日午前8時30分に進水した。
当初11月10日の進水予定だったが、都合により繰り上げられた。
「鳥羽」は11月17日に竣工、
約4カ月で建造され当時のスピード建造の記録を作った。

### 就役
竣工当時中国大陸で辛亥革命が発生していた。
「鳥羽」は11月18日に第三艦隊に編入され、浮きドックに入れられて防護巡洋艦「笠置」の曳航により11月25日に佐世保を出発し、12月3日に上海に着いた。
直ちに同方面の警備任務に就き、以後日本に帰国することは無かった。

### 第一次世界大戦
第一次世界大戦では、始め中国が中立国であったため河用砲艦は武装解除した。第三艦隊の艦艇は1914年 (大正3年) 8月13日までに上海に集結。8月22日、「鳥羽」は浦東海軍用地内の三井物産倉庫岸壁前錨泊していた「伏見」の上流に錨泊。8月24日、2隻は武装解除を完了した。また、同地には「隅田」も錨泊した。「伏見」には7名が残留し、艦の保管は三井物産上海支店に委託された。8月24日、第三艦隊より除かれ佐世保鎮守府予備艦となった。
1917年 (大正6年) 8月14日に中国が参戦したことにより、8月29日に河用砲艦の乗員は上海に到着。「鳥羽」は9月11日に上海発。漢口、宜昌などを経て10月26日に重慶に到着。事態の悪化に伴い、12月4日には陸戦隊を揚陸した。12月15日、「鳥羽」、「千代田」、「宇治」、「隅田」、「伏見」で第七戦隊が編成された。1918年 (大正7年) 4月25日、「鳥羽」は宜昌上流で北軍から射撃され、交戦。その後、5月14日に上海に着き、修理が行われた。「鳥羽」は6月15日に上海を発し、7月19日に重慶に着いた。

### 昭和期
上海事変・日華事変に従軍した。

### 太平洋戦争
太平洋戦争では上海で1941年 (昭和16年) 12月8日に駆逐艦「蓮」と共同で英砲艦「ペトリル」を撃沈、米砲艦「ウェーク」(後の日本海軍「多々良」)を捕獲した。

### 終戦後
1945年(昭和20年) 9月30日除籍。中華民国に接収され「永済」となった。1948年 (昭和23年) 4月17日に湖北省郝穴での戦闘で功をあげ「郝穴」と改名された。1949年 (昭和24年) 11月29日に永安と共に中国人民解放軍に投降、「湘江」となった。1960年代に除籍。

## 艦長/砲艦長
※脚注無き限り『日本海軍史』第9巻・第10巻の「将官履歴」及び『官報』に基づく。
- 堀田英夫 少佐：1911年11月7日 - 1912年12月1日
- 三村俊夫 少佐：1912年12月1日 - 1913年12月1日
- 池田幸作 少佐：1913年12月1日 -
- 藤吉晙 少佐：1917年8月16日 - 1918年6月3日
- 今川眞金 少佐:1918年6月3日[34] - 1919年3月1日[35]
- 小松三郎 少佐:1919年3月1日[35] - 1919年3月26日[36]
- 猪瀬乙彦 少佐：1919年3月26日[36] - 1920年12月1日[37]
- 野口幸一 少佐：1920年12月1日[37] - 1921年10月6日[38]
- 鈴木幸三 少佐：1921年10月6日[38] - 1922年4月20日
- 鈴木清 少佐：1922年4月20日 - 1923年8月13日[39]
- 佐野哲 少佐：1923年8月13日[39] - 1924年5月1日[40]
- 後藤英次 少佐：1924年5月1日 - 6月21日
- 須賀彦次郎 少佐：1924年6月21日 - 1925年12月1日
- 隈部勇 大尉：1925年12月1日[41] - 1927年12月1日[42]
- 勝野実 少佐：1927年12月1日 - 1929年11月30日
- 鳥居卓哉 少佐：1929年11月30日[43] - 1930年12月1日[44]
- 石河淡 少佐：1930年12月1日[45] - 1932年5月2日[46]
- 加瀬三郎 少佐：1932年5月2日[46] - 12月1日
- 片山司吾六 少佐：1932年12月1日[47] - 1934年11月1日[48]
- 牟田口格郎 少佐：1934年11月1日 - 1935年10月31日[49]
- 山代勝守 少佐：1935年10月31日[49] - 1936年12月1日[50]
- 久保田智 少佐/中佐：1936年12月1日 - 1937年12月1日
- 清水利夫 中佐：1937年12月1日 - 1938年12月15日
- 赤澤次壽雄 少佐：1938年12月15日 - 1939年10月20日
- 大石新一 少佐/中佐：1939年10月20日 - 1940年10月15日[51]
- 古濱智 少佐：1940年10月15日[51] - 1941年8月20日[52]
- 松田九郎 少佐：1941年8月20日[52] - 1943年6月20日[53]
- 吉田謙吾 少佐/中佐：1943年6月20日[53] - 砲艦長 1944年10月1日[54] - 1945年8月15日[55]

## 艦船符号

### 信号符字
旗旒信号などに使用される。
- GQHD(1911年11月7日-)[56]

### 略符号
無線電信に使用される。いわゆるコールサイン。
- GTV(1911年12月4日-)[57]